# 명주잠자리과
명주잠자리과(明紬-)는 명주잠자리(Hagenomyia micans)를 포함한 풀잠자리목의 분류이다.
몸길이 5~8cm로 더듬이는 길고 곤봉 모양이다. 날개는 길고 좁으며, 수많은 날개맥이 있다. 배는 가느다랗고 길다. 구릉지나 산지에서 살며, 성충은 야행성으로 밤에 불빛에 모여들기도 한다. 주로 열대와 아열대 지방에 분포하지만, 온대 지방에도 많은 종이 분포한다.
먹이는 모기 등의 작은 곤충이며, 성충이 되면 입이 퇴화해 먹지 못하는 종류도 많다. 포켓몬스터의 플라이곤의 모델으로 진화전인 톱치는 개미귀신의 모델이다.

## 개미귀신
명주잠자리과 곤충의 유충을 개미귀신(Antlion)이라고 부른다. 모래밭에 고깔 모양으로 된 함정(개미지옥이라 부름)을 만들어 그 속에서 먹이를 기다리다가 개미 등의 작은 육상 곤충이 빠지면 큰 턱으로 잡아서 땅 속으로 끌고 들어가 체액만을 빨아먹고 남은 껍데기는 집 밖으로 던져버린다.
또 모래 속이나 낙엽 아래에 있는 돌의 홈 같은 곳에 숨어 있다가 근처를 지나는 작은 곤충을 잡아먹는 것들도 있고, 이끼 자라고있는 나무에 숨어서 그곳을 지나가던 애벌레 등을 먹는 것도 있고, 먹이가 도망치려고 하면 모래를 던져서 다시 미끄러지게 하는 종류도 있다. 곤충학자들의 연구결과에 따르면, 약 6개월 정도 먹이를 먹지 않아도 살 수 있다고 한다.